# Luperina adriatica
Luperina adriatica là một loài bướm đêm trong họ Noctuidae.